# Futuristisk musik

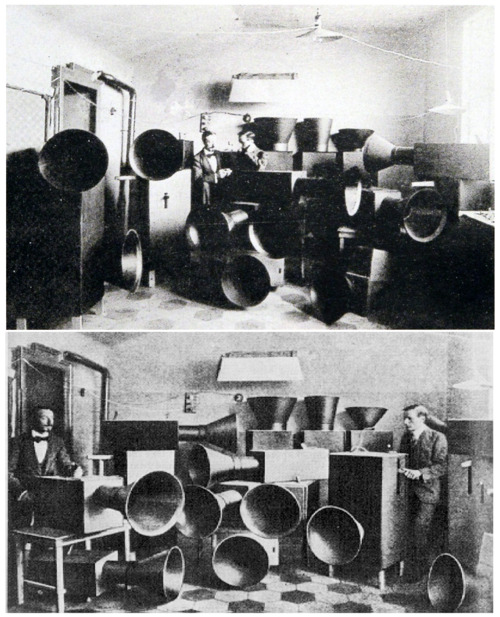
Luigi Russolo, Intonarumori, 1913

Den 11 oktober 1910, cirka två år efter att Filippo Tommaso Marinetti publicerade sitt första futuristiska manifest, publicerade Francesco Balilla Pratella tillsammans med Marinetti Manifestet för futurismens kompositörer. Manifestet förkastade musikaliska institutioner, speciellt opera, och man menade att unga kompositörer skulle överge imitationen och influenserna från förr. Istället skulle man komponera för framtiden och låta sig inspireras av det mänskliga och det omänskliga i naturen.
Redan två månader senare i mars 1911 publicerar Pratella sitt Tekniska manifest för futuristisk musik som följdes av Förgörelsen av kvadraturen i juli 1912 som båda förespråkar oljud, atonalitet, polyfoni, mikroljud och den moderna stadens ljud som bilar och flygplan.
I mars 1913 publicerade Luigi Russolo Oljudens konst (en. The art of Noises, it. Lárte dei rumori) som kom att ses som det faktiska manifestet för futuristisk musik. I manifestet proklamerar Russolo för amatörens och den oskolades rättighet och skyldighet att skapa musik eftersom denne inte tyngs av traditionen. 
Russolo började konstruera oljudsmaskiner (it. intonarumori) tillsammans med målaren Ugo Piatti. Dessa maskiner skulle producera stadens och det moderna samhällets oljud genom att man vevade på en vev. Apparaterna såg oftast ut som stora lådor med en vev och en stor tratt och med en spak kunde man justera tonhöjden på oljudet. Han konstruerade olika maskiner som kunde skapa olika former av oljud som exempelvis scoppiatore, crepitatore, ronzatore och stropicciatore och han komponerade de tre verken Risveglio di una Citta (Uppvaknandet av en stad), Convegno d'aeroplani e d'automobili (Mötet mellan flygplanet och bilen) och Comiendo en la terraza del hotel. Den första konserten med dessa oljudsmaskiner skedde den 21 april 1914 på Teatro dal Verme i Milano.
Inga av oljudsmaskinerna överlevde andra världskriget och mycket få notationer eller inspelningar finns kvar. Den enda inspelning från denna tid som finns bevarad där oljudsmaskiner används är två verk av Luigi Russolos äldre bror Antonio Russolo, Corale och Serenata som gavs ut 1924 av Societa Nazionale del Grammofono.
En kompositör som inte brukar klassificeras som futurist men som umgicks med kretsen var Stravinskij. Trots manifestens propagerande för oljud och byggandet av oljudsmaskiner är övervägande delen av de stycken, där antingen inspelningar eller partitur finns kvar, pianostycken. För sin tid var dessa stycken nog så nydanande med improviserade partier etc men man kan också höra inspiration från exempelvis Claude Debussy och Erik Satie och många av futuristernas musikstycken låter idag inte alls lika revolutionära som texterna som skrevs om musiken och kompositörens roll i samhället.
1977 rekonstruerades fem oljudsmaskiner för Biennalen i Venedig och Performa Festival (New York). Den hollandske Ljudkonstnär Wessel Westerveld har også en række reproduktioner bygget.

## Ett urval verk
- Futurist Music for Orchestra - Francesco Balilla Pratella, 1913
- L'aspettaazione - Francesco Balilla Pratella, 1913
- La Battaglia - Francesco Balilla Pratella, 1913
- La Vittoria - Francesco Balilla Pratella, 1913
- Risveglio di una Citta (Uppvaknandet av en stad) - Luigi Russolo, 1914
- Convegno d'aeroplani e d'automobili (Mötet mellan flygplanet och bilen) - Luigi Russolo, 1914
- Comiendo en la terraza del hotel - Luigi Russolo, 1914
- Corale - Antonio Russolo, ca. 1921
- Serenata - Antonio Russolo, ca. 1921
- Sintesi Musicali Futuristiche - Aldo Giuntini, 1931, tillsammans med Filippo Tommaso Marinetti
- Aeroduello (Dinamosintesi) - Luigi Grandi, 1935